# 8795 Dudorov
8795 Dudorov este un asteroid din centura principală de asteroizi.

## Descriere
8795 Dudorov este un asteroid din centura principală de asteroizi. A fost descoperit pe 1 martie 1981 la Siding Spring de Schelte J. Bus. Asteroidul prezintă o orbită caracterizată de o semiaxă mare de 3,20 ua, o excentricitate de 0,17 și o înclinație de 10,7° în raport cu ecliptica.